# Royaume-Uni au Concours Eurovision de la chanson 2023
Le Royaume-Uni est l'un des trente-sept pays participant au Concours Eurovision de la chanson 2023, qui se tient du 9 au 13 mai 2023 à Liverpool au Royaume-Uni. Le pays est représenté par Mae Muller, avec sa chanson I Wrote a Song. Le pays se classe 25e avec 24 points lors de la finale.

## Participation
L'Ukraine n'étant pas en mesure d'accueillir l'édition 2023 du Concours, c'est le Royaume-Uni, arrivé deuxième l'année précédente, qui est désigné le 25 juillet 2022 par l'UER pour tenir le rôle de pays hôte. La ville de Liverpool est par la suite annoncée comme ville hôte, le 7 octobre 2022, lors d'une émission en direct.
Comme c'est le cas depuis 2020, la sélection du représentant britannique se fait en interne, au moyen d'une collaboration entre la BBC et une maison de disques, en l'occurrence TaP Music, tout comme l'année précédente.
Le 31 janvier 2023, il est annoncé que quatre artistes étaient retenus. Des rumeurs courent alors, selon lesquelles la chanteuse brito-japonaise Rina Sawayama, ou encore Mimi Webb (en) en feraient partie.
Finalement, Mae Muller est annoncée comme la représentant britannique au Concours le 9 mars, et apparaît dans une émission spéciale sur BBC One, où elle est interviewée par Scott Mills, avant de procéder à la première diffusion télévisée du clip de sa chanson, intitulée I Wrote a Song,.

## À l'Eurovision
En tant que pays hôte et membre du Big Five, le Royaume-Uni est qualifié d'office pour la finale du samedi 13 mai 2023. Lors de celle-ci, elle termine à la 25e place avec 24 points.